# Nuuk Idraetslag

Logo du Nuuk Idraetslag

Nuuk Idraetslag (NÛK ou Nuuk IL) est une association sportive groenlandaise. Elle exerce notamment en football et en handball. Elle est localisée à Nuuk.

## Palmarès

### Football
- Championnat :
  - 1981, 1985, 1986, 1990, 1997
  - troisième : 1984, 1989, 1994
- Championnat féminin :
  - 2001, 2002, 2004, 2005
  - second : 1997, 1998, 1999, 2003

### Handball
- Championnat :
  - 1978, 1991, 1994, 1995, 1996, 1997, 1998, 1999, 2001, 2002, 2004